# Томпсон-стріт (Мангеттен)
Томпсон-стріт (англ. Thompson Street) — вулиця в нейборгудах Нижнього Мангеттена, Грінвіч-Віллидж і Сохо в Нью-Йорку, яка тягнеться з півночі на південь від парку Вашингтон-сквер на півдні Вашингтон-сквер (Четверта західна вулиця) до Поспекту Америки (Шоста авеню) нижче Гранд-стріт, де вулиця повертає праворуч на Шосту авеню, таким чином, вона не сполучається з Канал-стріт лише за півкварталу на південь від точки повороту. Проходить паралельно та між Салліван-стріт (на заході) та Ла Гвардія плейс (колишня Лоренс-стріт), яка переходить в Вест-Бродвей (на схід). Рух автотранспорту односоронній і прямує на південь.
Вулиця була названа на честь бригадного генерала Війни за незалежність Вільяма Томпсона, який служив у Нью-Йорку та Канаді.